# Niq Mhlongo
Niq Mhlongo, né le 10 juin 1973, est un journaliste et écrivain sudafricain.

## Biographie
Niq Mhlongo est né dans le quartier de Midway-Chiawelo, à Soweto, septième de neuf enfants, et a grandi à Soweto. Son père, qui est mort quand Mhlongo était adolescent, travaillait comme homme de ménage d'un bureau de poste. Mhlongo fut envoyé au Gazankulu dans le nord-Transvaal (actuelle province du Limpopo) d’où venait sa mère pour y terminer ses études secondaires. En octobre 1990, il échoue d’abord à ses examens puis les termine à la Malenga High School (à Nwamankena, un village de la zone rurale de Giyani) en 1991. 
Il étudie la littérature africaine et les études politiques à l’Université du Witwatersrand, obtenant un baccalauréat en 1996. En 1997, il s’inscrit à l’Université du Cap pour y étudier le droit. En 2000, il interrompt ses études universitaires pour écrire son premier roman, Dog Eat Dog.
Il est considéré comme "l’une des voix les plus vivantes et irrévérencieuses de la scène littéraire sud-africaine post-apartheid".
Mhlongo a présenté son travail dans des lieux culturels africains clés, notamment le Prix Caine et le Zanzibar International Film Festival et fut boursier du Programme international d’écriture de l’Université de l’Iowa en 2008. Son travail a été traduit en espagnol, en allemand, en français, en néerlandais et en italien.

## Œuvres
- Dog Eat Dog, Kwela Books, 2004
- After Tears, Kwela Books, 2007
- Way Back Home, Kwela Books, 2013
- Affluenza, Kwela Books, 2016
- Soweto, Under The Apricot Tree, 2018
- Black Tax, Jonathan Ball Publishers SA, 2019
- Paradise in Gaza, Kwela 2020
- Joburg Noir, Jacana Media, 2020

## Prix et récompenses
- 2019 : Media24 Books Literary Prize: Herman Charles Bosman Prize for Soweto, Under the Apricot Tree[4]
- 2019 : Nadine Gordimer Short Story Award for Soweto, Under the Apricot Tree
- 2006 : Mar der Letras Intenecionale for Dog Eat Dog